# Paul Wing
Paul Wing, nato Paul Reuben Wing (Tacoma, 14 agosto 1892 – Portsmouth, 29 maggio 1957), è stato un attore e aiuto regista statunitense, vincitore del Premio Oscar come aiuto regista nel film I lancieri del Bengala.

## Biografia
Nato nello stato di Washington, a Tacoma, nel 1892, sposò Martha T Wing (1893 - 1981). La coppia ebbe tre figli: nel 1915 nacque Martha Virginia  (1915 - 2001) che diventò attrice con il nome di Toby Wing; anche la sorella Pat Wing (1916–2002) lavorò come attrice e chorus girl, mentre il fratello minore, Paul Reuben Wing (1926–1998), diventò un immobiliarista milionario.

## Filmografia

### Aiuto regista
- Stark Love, regia di Karl Brown (1927)
- I lancieri del Bengala (The Lives of a Bengal Lancer), regia di Henry Hathaway (1935) (non accreditato)

### Attore
- Hold 'Em Yale, regia di Sidney Lanfield (1935) (non accreditato)